# 澁澤金蔵 (初代)
初代 澁澤 金蔵（しょだい しぶさわ きんぞう、1829年11月〈文政12年11月〉 - 没年不明）は、日本の商人、慈善家、政治家。群馬県多額納税者。族籍は群馬県平民。

## 人物
上野国新田郡太田町（現・群馬県太田市）に生まれた。周蔵の長男。幼い頃から豪放不羈で、他人に頼り衣食することを欲しなかった。母を亡くし、13歳の頃父を助けて質屋古着商を営むが失敗。ことごとく資本を失う。ほとんど「赤貧洗うがごとし」の状態となった。18歳の頃その目的を父に告げて家を出た。他郷に周遊し多くの苦労をしたが、ついに意を果たさず、嘉永4年、家に帰り一小太物店を開いた。
前の負債は元利益々嵩み債主の督促はいよいよ厳しくなったため、いったん家を売却して償還することを父に告げたが父は許さなかった。ついに承諾を得て、ただ土蔵のみを売却して返金した。年は23歳の頃であった。以来商業を拡張し、家事に節倹を加え、日夜怠らなかったため家道はようやく盛んとなった。安政元年、父の業を継ぎ再び質店を営んだ。同6年、横浜が開港され、活発の取引をした。巨万の資財を積むに至った。
慶応3年以来地方窮民に金穀を施与しその他公私事業に金円を義捐した。1887年、家政を嫡子直次郎（二代目澁澤金蔵）に譲り退隠した。1889年、市制・町村制が施行されると、選ばれて町会議長及衛生組長となった。住所は群馬県新田郡太田町。

## 家族・親族
澁澤家　
- 父・周蔵[1]
- 長男・二代目金蔵[注 3]（1856年 - 1930年[5]、前名・直次郎、群馬県多額納税者、金銭貸付業[6]、銀行重役）[3]
- 孫・三代目金蔵（1890年 - 1949年、前名・直一、群馬県多額納税者、金融業、貴族院議員）